# Ковальський Анатолій Дмитрович

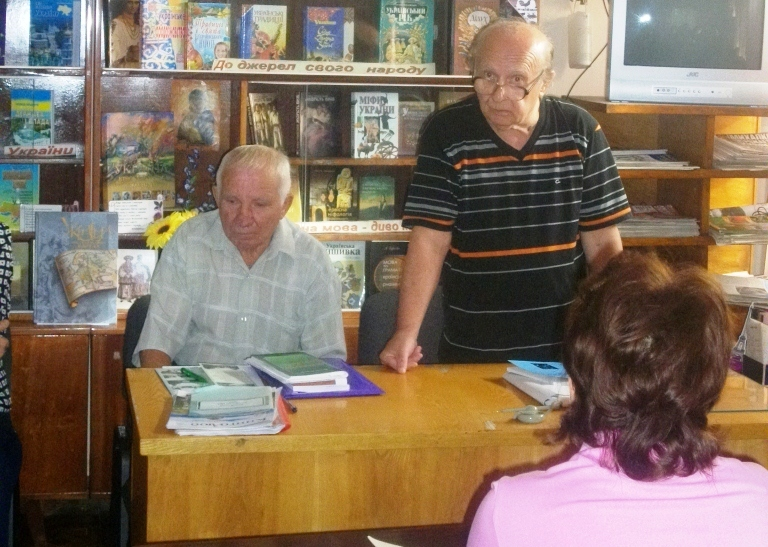
Анатолій Ковальський на презентації авторської збірки «Седое сердце» в центральній бібліотеці Куяльницької ЦБС Подільського району Одеської області, 2008

Ковальський Анатолій Дмитрович (нар. 2 вересня, 1941, Котовськ, Одеська область, Українська РСР — 14 червня, 2016, Подільськ, Одеська область, Україна) — український письменник, поет, журналіст, краєзнавець, член Спілки журналістів СРСР, член Національної Спілки журналістів України, володар золотої «Почесної відзнаки Національної Спілки журналістів України»

## Життєпис
Анатолій Дмитрович Ковальський народився 2 вересня 1941 року в місті Котовську в родині службовців. Батько — офіцер, учасник Великої Вітчизняної війни, помер рано, в 1952 році, через тяжкі поранення в боях з фашистами. Анатолія з братом та сестрою виховувала мати.
Після закінчення Котовської школи № 2 працював на будівництві. В 1961 році поступив на філологічний факультет Одеського державного університету імені Мечникова, з 2-го курсу був призваний до армії. Після служби навчався заочно. За освітою — філолог-слав'янист.
В 1967—2008 роках працював в редакції газети «Котовські вісті» (раніше «Ленінський прапор»), пройшов шлях від кореспондента до головного редактора. З 2000 по 2008 рік безпосередньо очолював редакцію газети.
Активній журналістській та громадській діяльності віддав 50 років свого життя.
В рідному місті його знали не тільки як журналіста та поета, а й як вправного футболіста; він був чемпіоном міста з шахів і душею будь-якого інтелігентного товариства — освічений, вихований, ерудований.
14 червня 2016 року пішов із життя, залишивши після себе світлу пам'ять та справжній літературний скарб для нащадків.

## Державні нагороди і звання
Член Спілки журналістів СРСР (з 1972 р.)
Член Національної Спілки журналістів України (з 1990 р.)
Делегат VII і VIII з'їздів журналістів України
Лауреат обласної премії «Золоте перо»
Тричі лауреат республіканської премії «Наш сучасник»
Золота «Почесна відзнака Національної Спілки журналістів України»
Відзнака «За журналістську гідність»
Нагороджений двома медалями за трудові досягнення, Почесною грамотою Одеської облради, Одеської обладміністрації, багатьма грамотами Котовської райради та міськради, «Людина року» (м. Котовськ-2007 р.).

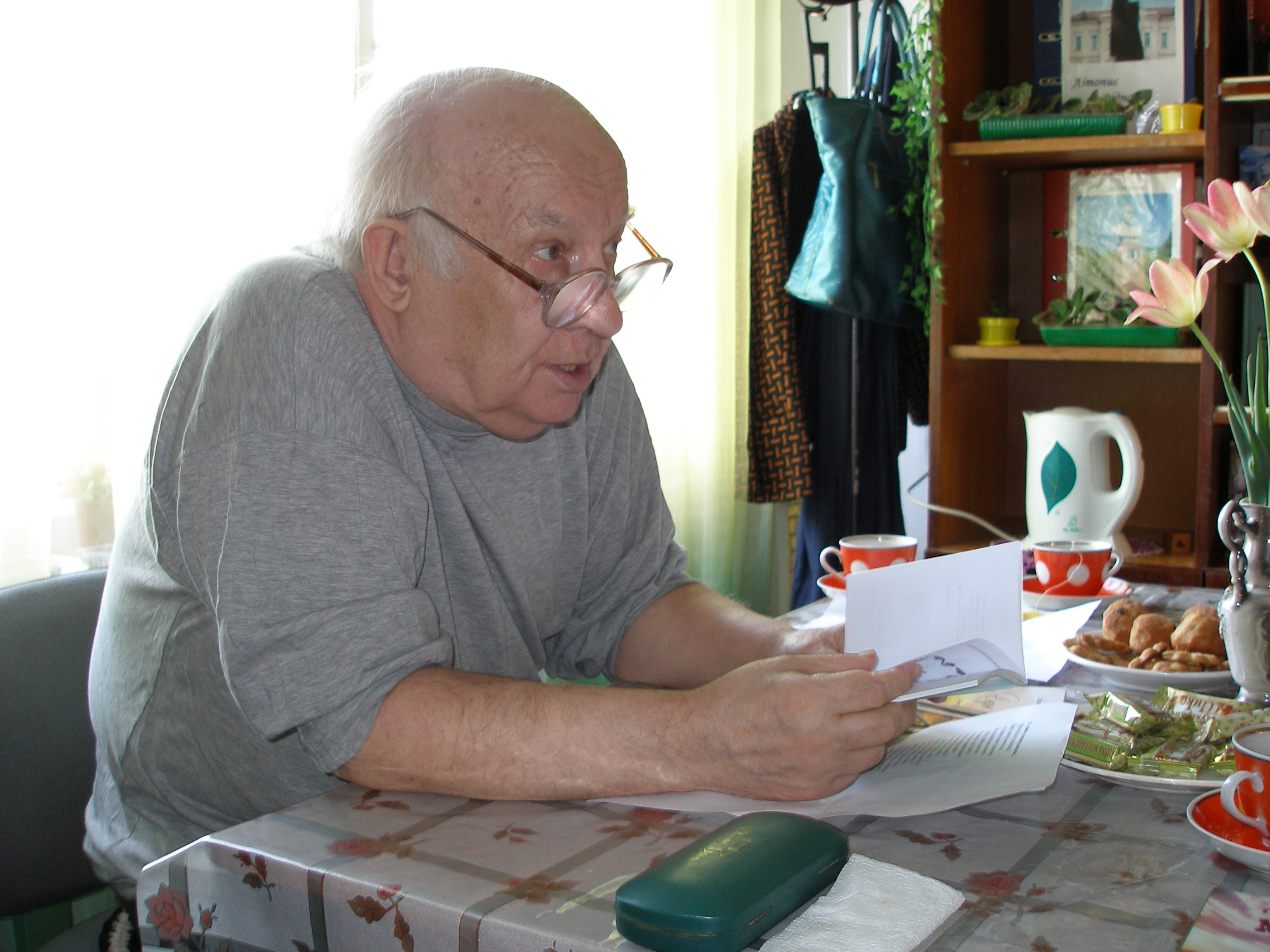
Анатолій Ковальський в центральній бібліотеці Куяльницької ЦБС Подільського району Одеської області на засіданні юнацького поетичного клубу «Джерело», 2011

## Громадська діяльність

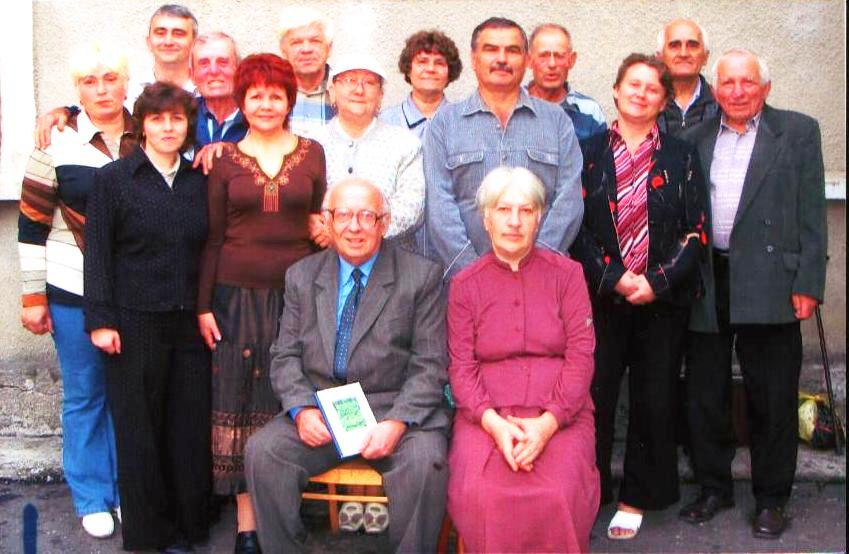
Анатолій Ковальський серед поетів Подільщини, Всесвітній День поезії, 2012

Анатолій Дмитрович довгі роки очолював літературне об'єднання «Промінь» при редакції газети «Котовські вісті», яке відкрило для вдячних шанувальників чимало талановитих поетів та прозаїків. Навколо газети, навколо студії і навколо самого Анатолія Дмитровича гуртувалася, творчо мужніла і мистецькі вдосконалювалася ціла когорта таких здібних літераторів, як Катерина Казначеєва, Михайло Нізовцов, Валентина Присяжна, Ірина Львова, Галина Корнієнко, Геннадій Якушев, Віктор Витюк, Людмила Шиманська. Зі сторінок колективних збірок «Замріяний степ», «Степові мрії», «Степове проміння», упорядником та редактором яких був Ковальський, вони увійшли в літературне життя, ставши популярними авторами не тільки у своєму місті, а й далеко за його межами: в Одесі й Симферополі, Києві й Запоріжжі, навіть в інших країнах — в США, Ізраїлі, Росії, Білорусії.
Редакція газети, літоб'єднання «Промінь» і сам Ковальський, спільно з іншими творчими колективами міста, постійно виступали організаторами й учасниками обласного фестивалю самодіяльних поетів «Бірзульська осінь», міських фестивалів мистецтв, «Літературної вітальні», Дня міста.
Саме завдяки А.Ковальському було видано багато колективних збірок поезій, щомісячно в газеті «Котовські вісті» виходять літературні сторінки, а члени літоб'єднання завжди беруть участь у загальноміських культурних заходах.
«Я думаю, — писав у вступному слові до збірки А. Ковальського „Цветок папоротника“ поет Микола Палієнко, — якби А. Д. Ковальський за довгі творчі роки встиг би зробити лише те, що зробив, пропагуючи і піднімаючи на щит доробок місцевих поетів, прищепивши їм упевненість у власних силах, друкуючи їх твори у газеті „Котовські вісті“, видаючи одна за одною поетичні збірки — своєрідну антологію поетів-котовчан, — то й цього було б досить, аби залишити по собі довгу і добру пам'ять своїх колег: увійти в історію, як людина, яка завжди думає не тільки про себе, а й про інших».
Анатолій Ковальський проводив велику краєзнавчо-пошукову діяльність. Він є автором шести краєзнавчих книг. Завдяки йому побачили світ краєзнавчі збірки: «Сузір'я звитяжців» (2003), «Столица севера Одещині», «Город в военной шинели» (2006), «Транспортный вариант», які вийшли під редакцією Анатолія Ковальського.

## Літературна діяльність
Анатолій Ковальський друкувався в обласних і національних газетах «Одеські вісті», «Слава і честь», «Правда України». Він — автор більше 20 ліричних, прозових, художніх і краєзнавчих книг. Усі твори поета пронизані ліричністю, іронією, переживанням за долю України. Кожен його вірш — це сплав почуттів і думок.

### Авторські збірки
«Евангелие от любви» (2001)
«…И взойдет солнце» (2003)
«Школьный романс» (2005)
«Цветок папоротника» (2006)
«Королевская сага» (2007)
«Сквозь тернии…» (2008)
«Убывающая луна» (2008)
«Мгновение за мгновением» (2009)
«Pro et contra» (2010)
«Седое сердце» (2010)
«Memento mori» (2011)
«Память сердца» (2014)

### Колективні збірки
«Замріяний степ: поезія котовчан» (Котовськ, 1998)
«Степові мрії: поезія котовчан» (Котовськ, 2000)
«Степове проміння: поезія котовчан» (Котовськ, 2002)
«Сяйво Променя» (Котовськ, 2007)
«Поетична ліра Котовська» (Котовськ, 2007)
"Одесский Литератор: Альманах. Выпуск 4 (Одесса, 2008)
«Ярмарок сміху» (Одеса, 2010)
«Відлуння часу і натхнення» (Одеса, 2011)
«Райдуга снів піднебесних» (Одеса, 2016)
«Променисті рядки» (Котовськ, 2016)

### Краєзнавчі видання
«Сузір'я звитяжців» (2003)
«Батьківщини наша мала — Котовськ» (2004)
«Столица севера Одещины» (2004)
«Город в военной шинели» (2006)
«Транспортный вариант»

## Поезія
Презентація нової книги Анатолія Ковальського «Пам'ять серця» (фото+відео) [Архівовано 31 Грудня 2017 у Wayback Machine.]
Анатолій Дмитрович Ковальський (вірші) [Архівовано 27 Березня 2018 у Wayback Machine.]

## Виноски
1. ↑  Ковальский, Анатолий. Редакторы // Котовські вісті. — 2012. — № 3/4. — 12 січня. — С. 2
2. ↑  Ковальский, Анатолий. Журналисты и полиграфисты // Котовські вісті. — 2011. — 22 грудня. — С. 8
3. ↑  Сушинський, Богдан. Слово про колегу / Б. Сушинський // Забуті сторінки забутої історії. — Одеса: Астропринт, 2016. — С. 339—342.
4. ↑  Почесна відзнака НСЖУ. Архів оригіналу за 24 Березня 2018. Процитовано 23 Березня 2018.
5. ↑  Фестиваль поезії на Котовщині «Осінь у Бірзулі»
6. ↑  Палієнко, Микола. Торкаючись ліричних струн / А. Ковальский // Цветок папоротника. — Запорожье: Просвіта, 2006. — С. 5-8